# Émilie Cherpitel
Émilie Cherpitel, née le 30 janvier 1978 à Paris, est une réalisatrice française.

## Biographie
Après une licence en droit à l'université Paris-VIII, Émilie Cherpitel obtient une maitrise en cinéma à l'université de New York. En rentrant des États-Unis elle travaille en tant que première assistante mise en scène pendant plus de 15 ans sur des longs métrages à la fois français et internationaux avec des réalisateurs de renom tels que Wes Anderson, Sofia Coppola, Ridley Scott ou encore Guillaume Gallienne. 
Elle écrit et réalise en 2011, son premier court métrage, Les Filles du samedi, sélectionné dans de nombreux festivals.
L'Échappée belle, long métrage produit par Éliane Antoinette et distribué par Pyramide Distribution, sort dans les salles en juin 2015. Le film raconte la rencontre improbable entre une jeune femme oisive et un orphelin en fuite. La citation de Paul Éluard « il n'y a pas de hasards, que des rendez-vous » a inspiré l'histoire.

## Filmographie
- 2011 : Les Filles du samedi (court métrage)
- 2015 : L'Échappée belle[2],[3].